# أنستاس كريستو
أنستاس كريستو (بالألبانية: Anastas Kristo‏) هو لاعب كرة قدم ألباني في مركز الوسط، ولد في 5 يوليو 1985 في ألبانيا. لعب مع نادي فروسينوني وهاميلتون أكاديميكال.

## وصلات خارجية
- أنستاس كريستو على موقع قاعدة بيانات كرة القدم.إي يو (الإنجليزية)